# Thysanoessa raschii
Thysanoessa raschii is een krillsoort uit de familie van de Euphausiidae. De wetenschappelijke naam van de soort is voor het eerst geldig gepubliceerd in 1864 door M. Sars.